# Emir Bajrami
Pour les articles homonymes, voir Bajrami.
Emir Bajrami, né le 7 mars 1988 à Pristina, est un footballeur international suédois évoluant au poste de milieu de terrain à l'IF Elfsborg.
Il est originaire du Kosovo et arrive en 1992 en Suède, à Köping à l'âge de 4 ans. De nombreux membres de sa famille résident encore en ex-Yougoslavie, pays ravagé par la guerre durant les années 1990. Le joueur a déclaré être très attaché à ses racines.

## Carrière
Durant son adolescence, il pratique le bandy, sport de glace populaire en Suède et est sélectionné dans les équipes de jeunes du pays dans ce sport. Il joue en parallèle au football, faisant ses premières armes au Köping FF.
Bajrami évolue de 2006 à 2010 à l'IF Elfsborg. Il marque son premier but dans le championnat de Suède (Allsvenskan) en avril 2007 face à Örebro et un an après avoir conquis le titre de Champion de Suède 2006.
Il fait partie de l'Sélection Espoir de Suède à l'occasion de l'Euro des U-21 disputé dans son pays d'adoption. Le 20 juin 2010, il fait ses débuts avec les A face à Oman (1-0) dans une rencontre disputée à Mascate. Il est remplacé par Alexander Farnerud à la 64e minute.
Le 11 août 2010, il marque son premier but avec sa sélection face à l'Écosse (3-0) une semaine après ses débuts avec son nouveau club néerlandais, le FC Twente rejoint durant l'été après 5 ans (102 matches, 18 buts) avec Elfsborg.
Avec Twente, il décroche la deuxième place du Championnat des Pays-Bas 2010-2011, deux points derrière l'Ajax Amsterdam et remporte la Coupe des Pays-Bas (en finale victoire 3-2 après prolongations face à ce même Ajax).
Le 10 juillet 2012, il est prêté un an à l'AS Monaco avec option d'achat. Il marque son premier but avec l'ASM lors de la réception du FC Istres qui se solde par une victoire monégasque 3-2.
Peu utilisé et non conservé par Monaco mais aussi Twente, il s'engage avec le Panathinaïkos pour trois ans le 4 juin 2013.

## Statistiques détaillées

### En club
| Clubs          | Saison         | Championnat    | Championnat | Championnat | Coupes nationales | Coupes nationales | Coupe d'Europe | Coupe d'Europe | Coupe d'Europe | Total  | Total |
| Clubs          | Saison         | Division       | Matchs      | Buts        | Matchs            | Buts              | Type           | Matchs         | Buts           | Matchs | Buts  |
| -------------- | -------------- | -------------- | ----------- | ----------- | ----------------- | ----------------- | -------------- | -------------- | -------------- | ------ | ----- |
| IF Elfsborg    | 2006           | D1             | 1           | 0           | -                 | -                 | -              | -              | -              | 1      | 0     |
| IF Elfsborg    | 2007           | D1             | 14          | 1           | 1                 | 0                 | C1+C3          | 1+5            | 0              | 21     | 1     |
| IF Elfsborg    | 2008           | D1             | 28          | 5           | 0                 | 0                 | C1+C3          | 6+2            | 2+0            | 36     | 7     |
| IF Elfsborg    | 2009           | D1             | 27          | 6           | 2                 | 1                 | C3             | 4              | 1              | 33     | 8     |
| IF Elfsborg    | 2010           | D1             | 13          | 2           | 1                 | 0                 | -              | -              | -              | 14     | 2     |
| FC Twente      | 2010-2011      | D1             | 21          | 1           | 2+1               | 0                 | C1+C3          | 2+6            | 0+1            | 32     | 2     |
| FC Twente      | 2011-2012      | D1             | 22          | 4           | 3                 | 2                 | C1+C3          | 3+10           | 0+1            | 38     | 7     |
| AS Monaco      | 2012-2013      | L2             | 10          | 1           | 5                 | 0                 | -              | -              | -              | 15     | 1     |
| Panathinaïkos  | 2013-2014      | D1             | 0           | 0           | 0                 | 0                 | -              | -              | -              | 0      | 0     |
| Total Carrière | Total Carrière | Total Carrière | 136         | 20          | 12                | 3                 |                | 39             | 5              | 190    | 29    |

Dernière modification le 4 juin 2013

### En sélection nationale
| Sélection | Année | Statistiques | Statistiques |
| Sélection | Année | Matchs       | Buts         |
| --------- | ----- | ------------ | ------------ |
| Suède     | 2010  | 6            | 1            |
| Suède     | 2011  | 8            | 1            |
| Suède     | 2012  | 4            | 0            |
| Suède     | Total | 18           | 2            |

Mise à jour le 12 septembre 2012

#### Buts en sélection
|    | Date         | Lieu      | Adversaire | Score | Résultat | Compétition             |
| -- | ------------ | --------- | ---------- | ----- | -------- | ----------------------- |
| 1. | 11 août 2010 | Stockholm | Écosse     | 2-0   | 3-0      | Match amical            |
| 2. | 7 juin 2011  | Stockholm | Finlande   | 5-0   | 5-0      | Éliminatoires Euro 2012 |

## Palmarès
| - IF Elfsborg - Championnat de Suède - Vainqueur : 2006 - Supercoupe de Suède - Vainqueur : 2007 |  | - FC Twente - Coupe des Pays-Bas - Vainqueur : 2011 |  | - AS Monaco - Championnat de France de Ligue 2 - Vainqueur : 2013. |